# Popular
«Popular» (укр. «Популярний») — пісня шведського виконавця Еріка Сааде, що представляв країну на музичному конкурсі Євробачення 2011, де посіла 3 місце. Пісня стала переможцем конкурсу Melodifestivalen 12 березня 2011 року . При відборі на Євробачення пісня отримала найбільшу кількість голосів і у професійного журі, і в телеголосуванні . 12 травня 2011 року пісня пройшла у фінал Євробачення 2011 . 14 травня композиція посіла 3 місце на конкурсі Євробачення 2011 у Дюссельдорфі.
«Popular» була видана у вигляді синглу 4 березня 2011 року й відразу ж очолила шведський чарт музичних синглів Sverigetopplistan; вона перебувала на вершині хіт-параду 4 тижні підряд.
До авторів були пред'явлені звинувачення в схожості з піснею Boney M «Nightflight to Venus» і піснею «Kall som is» шведського гурту «Gemini» .